# 淡水地方会議区
淡水地方会議区（たんすいちほうかいぎく）はオランダ統治時代の行政区画の一つ。1644年にオランダ東インド会社により設定され、1661年まで存続した。管轄範囲は新竹以北、基隆金山以南の地域であり、地域内には数十の平埔族族社が存在していた。
1642年、熱蘭遮城を拠点に勢力を拡大したオランダ勢力は大員を選挙しオランダ東インド会社の基礎を築いた。その後台湾全域を勢力下に収めるべく当時基隆を拠点としていたスペインとの戦闘が開始、スペイン勢力を駆逐することに成功したオランダは台湾全域をその統治下に置いた。
鄭成功によりオランダ勢力が台湾から駆逐されると同時に会議区制度は廃止されたが、その行政区域は鄭氏政権に継承され、清代に至るまで沿用された。